# Das große Rasenstück
 Das große Rasenstück ist ein Aquarell des deutschen Malers Albrecht Dürer. Es ist eine der bekanntesten Naturstudien der deutschen Kunstgeschichte. Neben dem Feldhasen gilt es als berühmteste Naturstudie Dürers. Das Aquarell gehört zur Grafischen Sammlung der Albertina in Wien.

## Beschreibung
Das Bild zeigt ein kleines Stück Wiese mit verschiedenen Gräsern (etwa Rispengras) und Kräutern (Löwenzahn). Die Jahreszahl 1503 ist kaum lesbar im Erdreich am unteren rechten Bildrand versteckt. Entgegen dem ersten Eindruck ist hier kein natürliches Stück Rasen dargestellt. Der Blickpunkt liegt sehr tief, das Bild kann daher nicht auf der Wiese entstanden sein. Wahrscheinlich ist die Studie im Atelier entstanden, möglicherweise wurden die Gräser einzeln und separat studiert und gezeichnet. Das Bildzentrum liegt nicht in der Bildmitte. Der Blick wird von den hellen, plastischen Blättern auf der rechten Seite über die Mitte nach links in die dichte und dunkle Stelle geführt. Nach unten läuft das Bild in einem sumpfigen Erdreich aus, das mit breiter und dunkler Pinselführung dargestellt ist. Als Kontrapost dazu erscheinen die feinen Spitzen der Gräser im oberen Bildteil.
Die Studie zeigt zwar nur einen Naturausschnitt, jedoch sind die einzelnen Gräser, aber auch Löwenzahn und Wegerich als ganze Pflanzen, von der Wurzel bis zur Spitze bzw. Blüte erfasst. Zu den dargestellten Pflanzen gehören Knäuelgras, Breitwegerich, Ehrenpreis, Schafgarbe, Gänseblümchen und Löwenzahn.

## Einordnung
Das große Rasenstück ist neben der Iris (Kunsthalle Bremen) die einzige gesicherte reine Pflanzenstudie Dürers. Weitere, früher Dürer zugeschriebene Werke, wie der Veilchenstrauß, stammen nicht von ihm.
Möglicherweise entstand diese Pflanzenstudie im Zusammenhang mit der Maria mit den vielen Tieren, in der eine große Zahl von Pflanzen und Tieren dargestellt werden. Allerdings kehrt das Rasenstück nicht wörtlich in der Zeichnung wieder.